# قائمة البعثات الدبلوماسية في سان مارينو

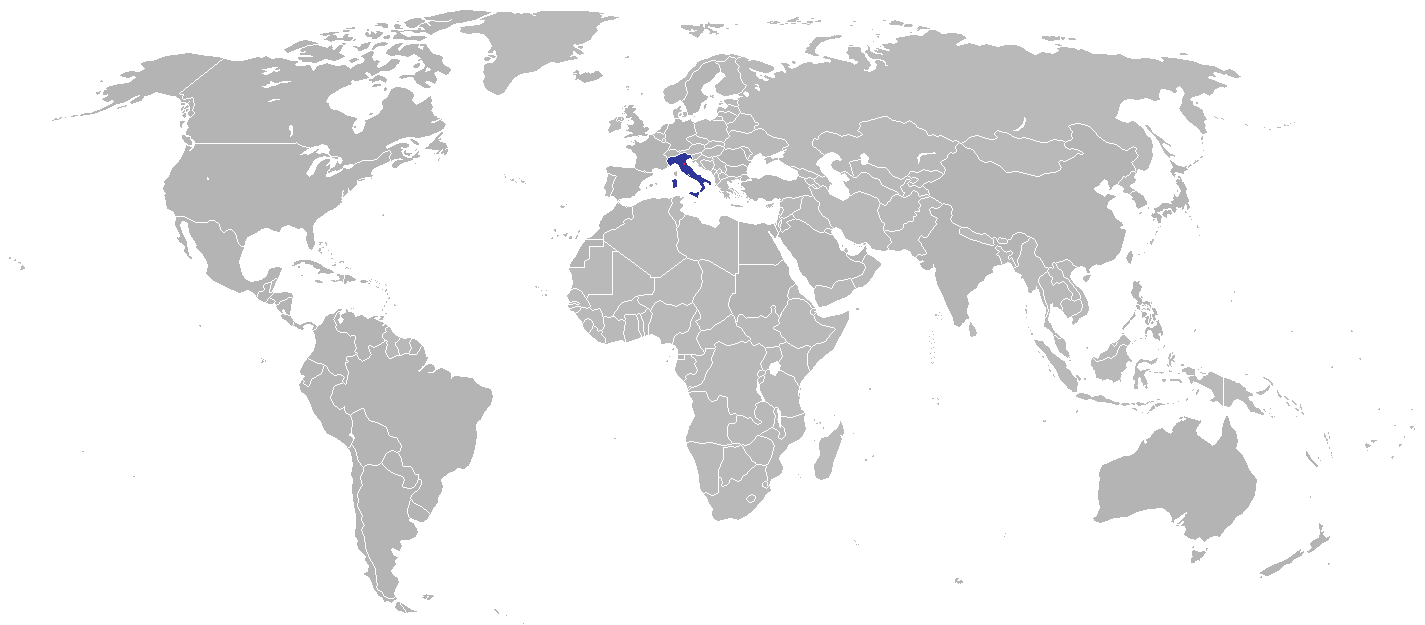
البعثات الدبلوماسية في سان مارينو

تظهر هذه المقالة البعثات الدبلوماسية المقيمة في مدينة سان مارينو. في الوقت الحاضر، تستضيف الدولة الصغيرة 3 سفارات. لدى العديد من البلدان الأخرى سفراء معتمدون في سان مارينو، ويقيم معظمهم في روما. تقوم بعض البلدان ، أثناء اعتماد سفير من روما ، بإجراء علاقات يومية وتقديم خدمات قنصلية من القنصليات العامة في المدن الإيطالية القريبة ، مثل ميلانو أو فلورنسا ، أو توظيف قناصل فخريين ؛ في الوقت الحاضر ، توجد ثماني قنصليات فخرية في سان مارينو: النمسا وبلغاريا وكرواتيا وفرنسا واليابان والمكسيك وموناكو ورومانيا .

## السفارات

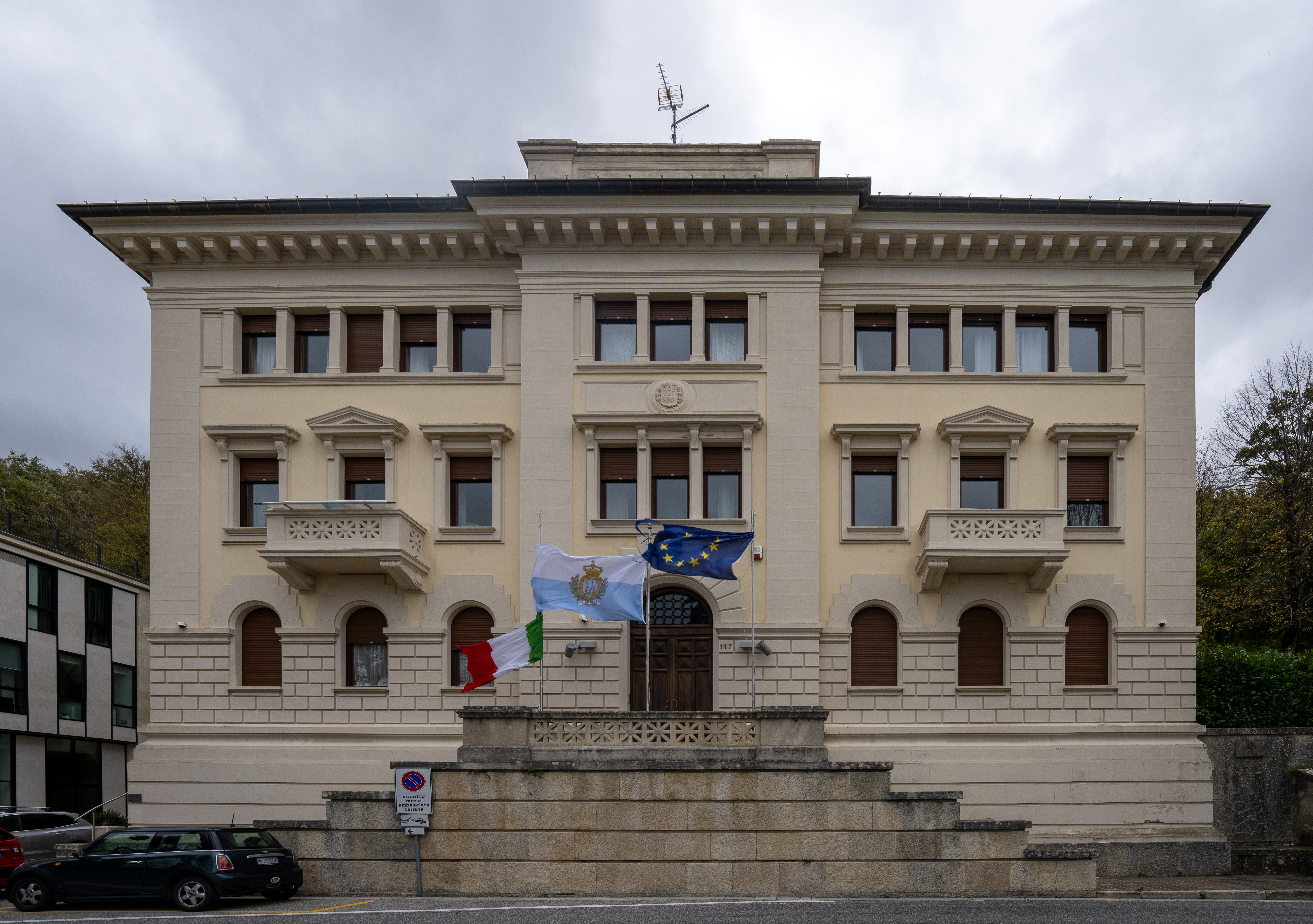
السفارة الإيطالية في سان مارينو

مقيم في مدينة سان مارينو ما لم يذكر خلاف ذلك
- الكرسي الرسولي
- إيطاليا
- فرسان مالطا

## القنصليات الفخرية في سان مارينو
- النمسا
- بلغاريا
- كرواتيا
- فرنسا
- اليابان
- المكسيك
- موناكو
- رومانيا
- روسيا

## السفارات غير المقيمة
(مقيم في روما ما لم يذكر خلاف ذلك)
1. ألبانيا
2. الجزائر
3. أفغانستان
4. أنغولا[1]
5. أرمينيا
6. أندورا (أندورا لا فيلا)
7. الأرجنتين
8. أستراليا
9. النمسا
10. أذربيجان
11. بنغلادش
12. روسيا البيضاء
13. بلجيكا
14. البحرين
15. البرازيل
16. بوليفيا
17. بلغاريا
18. كندا
19. تشيلي
20. ساحل العاج
21. الصين
22. كولومبيا
23. كرواتيا
24. كوبا
25. قبرص
26. جمهورية التشيك
27. الدنمارك
28. مصر
29. إستونيا
30. فنلندا
31. فرنسا
32. جورجيا
33. ألمانيا
34. غينيا
35. غواتيمالا
36. اليونان
37. هايتي
38. هندوراس
39. المجر
40. آيسلندا (بروكسل)
41. الهند
42. إندونيسيا
43. العراق
44. أيرلندا
45. إسرائيل
46. اليابان
47. الأردن
48. كوسوفو[ا]
49. الكويت
50. كينيا
51. قرغيزستان (جنيف)
52. لاتفيا
53. لبنان
54. ليسوتو
55. ليبيا
56. ليتوانيا
57. لوكسمبورغ
58. مالي
59. ماليزيا
60. مالطا
61. المالديف (جنيف)
62. موريتانيا
63. المكسيك
64. موناكو
65. الجبل الأسود
66. المغرب
67. هولندا
68. نيوزيلندا
69. نيكاراغوا
70. سلطنة عمان
71. كوريا الشمالية
72. فلسطين
73. النرويج
74. باكستان
75. بنما
76. بيرو
77. الفلبين
78. بولندا
79. البرتغال
80. قطر
81. رومانيا
82. روسيا (جنيف)
83. السعودية
84. صربيا
85. سلوفاكيا
86. سلوفينيا
87. جنوب إفريقيا
88. سيراليون (برلين)
89. كوريا الجنوبية
90. إسبانيا
91. السويد
92. سويسرا
93. تايلاند
94. توغو (باريس)
95. تونس
96. تركيا
97. تركمانستان
98. تيمور الشرقية (جنيف)
99. طاجيكستان (باريس)
100. تونغا (باريس)
101. أوكرانيا
102. الإمارات العربية المتحدة
103. المملكة المتحدة
104. الولايات المتحدة
105. الأوروغواي
106. أوزبكستان
107. أوغندا
108. فنزويلا
109. فيتنام
110. اليمن
111. زيمبابوي
112. زامبيا

## مندوب
- أوسيتيا الجنوبية قالب:ملاحظات مفهرسة

## روابط خارجية
- موقع وزيرة خارجية سان مارينو